# Bernhard de Lippe-Biesterfeld
Prințul Bernhard de Lippe-Biesterfeld (29 iunie 1911 – 1 decembrie 2004), mai târziu Prințul Bernhard al Țărilor de Jos, a fost prinț consort al reginei Juliana a Țărilor de Jos și tată a șase copii, inclusiv a fostului monarh  regina Beatrix a Țărilor de Jos.

## Primii ani
Bernhard născut ca Bernhard Leopold Friedrich Eberhard Julius Kurt Karl Gottfried Peter Prinz zur Lippe-Biesterfeld în Jena, Saxa-Weimar-Eisenach, Imperiul German, a fost fiul cel mare al Prințului Bernhard de Lippe-Biesterfeld (fratele mai mic al Prințului monarh Leopold al IV-lea, Prinț de Lippe). Din cauza căsătoriei morganatice a părinților săi, la naștere Bernhard a primit doar titlul de conte. În 1916, Prințul de Lippe i-a acordat lui Bernhard titlul de "Prinț de Lippe-Biesterfeld".
După Primul Război Mondial, familia Bernhard a pierdut principat lor german și venitul obținut de pe el. Dar familia era încă bogată și Bernhard a petrecut primii ani la Reckenwalde, noua moșie a familiei în estul Brandenburg la treizeci de kilometri est de râul Oder, (în prezent satul Wojnowo, Voievodatul Lubusz în Polonia). El a fost educat la domiciliu. Când a împlinit doisprezece ani, a fost trimis la gimnaziul din Züllichau și câțiva ani mai târziu, la gimnaziul de la Berlin, pe care l-a absolvit în 1929.
Ca băiat, Bernhard a avut o sănătate precară. Medicii au prezis că nu va trăi foarte mult timp. Această previziune ar fi fost cheia pentru stilul de condus nechibzuit al lui Bernhard și riscurile pe care le-a luat în Al Doilea Război Mondial și după aceea. Prințul a distrus mai multe mașini și avioane în timpul vieții sale.
Bernhard a studiat dreptul la Universitățile din Lausanne, Elveția și Berlin, unde a dobândit un gust pentru mașini rapide, călărie, și jocuri de vânătoare în safari. El a fost aproape ucis într-un accident cu barca și un accident de avion, și a avut gâtul rupt și coaste zdrobite într-un accident de mașină la 160 kilometri pe oră în 1938.
În timp ce era la universitate, Bernhard a aderat la Partidul Nazist și Sturmabteilung, pe care l-a părăsit în 1934, când a absolvit. Prințul nu a fost un nazist convins; aceste adeziuni i-au făcut viața mai ușoară unui tânăr ambițios. Mai târziu, Prințul a negat că a aparținut de SA, iar mai târziu membru al Reiter-SS, dar aceste adeziuni sunt bine documentate.
În cele din urmă Prințul s-a dus să lucreze pentru gigantul chimic german IG Farben, atunci a patra firmă cea mai mare din lume. După ce s-a instruit, Bernhard a devenit secretar în consiliul de administrație la biroul din Paris în 1935.

## Căsătorie și copii

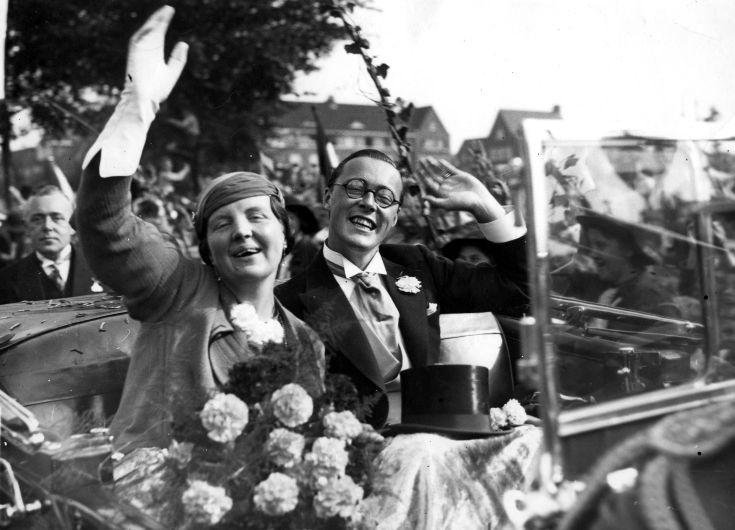
Prințesa moștenitoare Juliana & Prințul Bernhard celebrează logodna lor la Amsterdam. Septembrie 1936.

Bernhard a întâlnit-o pe Prințesa Juliana în 1936 la Jocurile Olimpice de iarnă de la Garmisch-Partenkirchen. Mama Julianei, regina Wilhelmina căuta un soț potrivit pentru Juliana. Ca protestant cu rang regal (Lippe-Biesterfelds era casa suverană în Imperiul german), Bernhard a fost acceptabil pentru Wilhelmina din punct de vedere religios. Wilhelmina nu a lăsat nimic la voia întâmplării, și avocații ei au conceput un acord prenupțial foarte detaliat care specifica exact ceea ce putea și nu putea face Bernhard. Logodna a fost anunțată în 1936 și cuplul s-a căsătorit la Haga la 7 ianuarie 1937. Anterior, lui Bernhard i-a fost acordată cetățenia olandeză și i s-a schimbat ortografierea numelor sale din germană în olandeză. 
Prințul Bernhard a fost tatăl a șase copii, dintre care patru cu regina Juliana. Fiica cea mare este fosta regină a Țărilor de Jos, Beatrix (1938). Celelalte fiice cu Juliana sunt: Irene (1939), Margriet (1943) și Christina (1947).
El a avut și două fiice nelegitime. Prima este Alicia von Bielefeld (n. 21 iunie 1952), a cărei mamă nu a fost identificată. Arhitect peisagist, ea locuiește în Statele Unite. A șasea fiică a Prințului Bernhard, Alexia Grinda (aka Alexia Lejeune sau Alexia Grinda-Lejeune, născută la Paris, la 10 iulie 1967), este copilul lui cu modelul francez Hélène Grinda. Deși zvonurile despre acești doi copii erau deja răspândite, ele au devenit oficiale după moartea sa.